# Thomas Weatherall
Thomas Weatherall, född 22 augusti 2000, är en australisk skådespelare.
Weatherall har bland annat medverkat i TV-serierna Troppo, Doktorn kan komma och Heartbreak High.

## Filmografi (i urval)
- 2021 – Doktorn kan komma (TV-serie)
- 2022 – Troppo (TV-serie)
- 2022 – Heartbreak High (TV-serie)